# Municipio de Dewey (Indiana)
El municipio de Dewey (en inglés: Dewey Township) es un municipio ubicado en el condado de LaPorte en el estado estadounidense de Indiana. En el año 2010 tenía una población de 935 habitantes y una densidad poblacional de 10,08 personas por km².

## Geografía
El municipio de Dewey se encuentra ubicado en las coordenadas 41°18′11″N 86°52′35″O / 41.30306, -86.87639. Según la Oficina del Censo de los Estados Unidos, el municipio tiene una superficie total de 92.8 km², de la cual 92,8 km² corresponden a tierra firme y (0 %) 0 km² es agua.

## Demografía
Según el censo de 2010, había 935 personas residiendo en el municipio de Dewey. La densidad de población era de 10,08 hab./km². De los 935 habitantes, el municipio de Dewey estaba compuesto por el 98,07 % blancos, el 0,75 % eran afroamericanos, el 0,11 % eran asiáticos, el 0,43 % eran de otras razas y el 0,64 % eran de una mezcla de razas. Del total de la población el 1,5 % eran hispanos o latinos de cualquier raza.